# Strzępnicowate
Strzępnicowate (Polyxenidae) – rodzina w obrębie gromady dwuparców. Do przedstawicieli rodziny należy strzępnica, jeden z najmniejszych dwuparców, pospolicie występujący w Polsce.